# 涙色の雨〜ジュ・ヌ・セ・パ・プークワ
「涙色の雨〜ジュ・ヌ・セ・パ・プークワ」(なみだいろのあめ、Je ne sais pas pourquoi)は、オーストラリアの歌手、カイリー・ミノーグの楽曲。カイリーの1枚目のスタジオ・アルバム『ラッキー・ラヴ』に収録されており、通算4枚目のシングルカットとしてリリースされた。
カップリングの「メイド・イン・ヘヴン」はアルバム未収録、実質両A面シングルとしてプロモーション・ビデオも作られた。

## トラックリスト
| #  | タイトル                                                          | 作詞 | 作曲・編曲 |
| -- | ----------------------------------------------------------------- | ---- | ---------- |
| 1. | 「涙色の雨〜ジュ・ヌ・セ・パ・プークワ」(Je ne sais pas pourquoi) |      |            |
| 2. | 「メイド・イン・ヘヴン」(Made in Heaven)                          |      |            |